# Jeanne Laisné (soprano)
Ne doit pas être confondu avec Jeanne Hachette.
Pour les articles homonymes, voir Laisné.
Jeanne Laisné, née à Paris 1er le 21 mars 1870 et morte en octobre 1954 à Decazeville, est une artiste lyrique française.

## Biographie

### Jeunesse et famille
Marie Sophie Jeanne Laisné naît à en 1870 à Paris.
Elle est la sœur du pianiste et compositeur Marcel Laisné (1878-1953).
Elle épouse le 20 septembre 1901 à Paris l'organiste et compositeur Henri Libert. Le couple a deux enfants, Simone (1903-1968) et Georges (1905-1931).

### Parcours
Jeanne Laisné entre au Conservatoire de Paris et étudie avec Ernest Boulanger et Émile-Alexandre Taskin. Elle obtient un premier prix en juillet 1892, à la suite de quoi elle obtient un engagement à l'Opéra-Comique. Elle débute le 16 janvier 1893 dans le rôle de Sophie à la première de Werther de Jules Massenet.
Avant son mariage, elle donne une représentation d'adieux au Palais d'Hiver de Pau en mars 1901 dans La Vie de bohème. Elle réside à Vanves, 102 rue de Paris, lorsque son mari meurt, en 1937. On perd sa trace après cette dernière date.
Jeanne Laisné meurt probablement à Decazeville en octobre 1954. Elle est inhumée le 28 octobre 1954 au cimetière parisien de Saint-Ouen.

## Répertoire
- 1893 : Werther de Jules Massenet, première en France à l'Opéra-Comique, le 16 janvier : Sophie[8]
- 1893 : L'Attaque du moulin à l'Opéra-Comique : Geneviève[9]
- 1894 : Le Portrait de Manon création à l'Opéra-Comique, le 8 mai 1894 : Aurore[10]
- 1895 : Paul et Virginie à l’Opéra-Comique, 26 février : Virginie[11]
- 1895 : La Vivandière de Benjamin Godard à l’Opéra-Comique, 1er avril : Jeanne[12]
- 1896 : Le Pré aux clercs à l’Opéra-Comique, 19 janvier : Isabelle
- 1896 : Orphée et Eurydice à l’Opéra-Comique, 6 mars : Ombre[13]